# Großsteingrab Stöckheim
Das Großsteingrab Stöckheim ist eine megalithische Grabanlage der jungsteinzeitlichen Tiefstichkeramikkultur in der Gemeinde Rohrberg, Ortsteil Stöckheim im Altmarkkreis Salzwedel, Sachsen-Anhalt.

## Lage
Die Anlage befindet sich kurz hinter dem südlichen Ortsausgang von Stöckheim, östlich der Straße nach Lüdelsen auf einem Feld. Sie ist von einer kleinen Baumgruppe umgeben und über einen Feldweg erreichbar.
1,8 km westsüdwestlich befinden sich die Großsteingräber bei Lüdelsen. Weitere zerstörte Großsteingräber lagen südwestlich bei Nieps, südöstlich bei Ahlum und östlich bei Rohrberg.

## Forschungsgeschichte
Das Grab wurde erstmals 1843 durch Johann Friedrich Danneil beschrieben. 1883 wurde es zusammen mit einigen anderen Großsteingräbern von Hermann Dietrichs und Ludolf Parisius besucht, die hierüber einen Bericht veröffentlichten. In den 1890er Jahren führten Eduard Krause und Otto Schoetensack eine erneute Aufnahme der Großsteingräber der Altmark durch. Seit 1972 wird das Grab durch den Verein „Junge Archäologen der Altmark“ jährlich gereinigt und von Bewuchs befreit. 2003–04 erfolgten eine weitere Aufnahme und die Vermessung aller noch existierenden Großsteingräber der Altmark als Gemeinschaftsprojekt des Landesamts für Denkmalpflege und Archäologie Sachsen-Anhalt, des Johann-Friedrich-Danneil-Museums Salzwedel und des Vereins „Junge Archäologen der Altmark“.

## Beschreibung

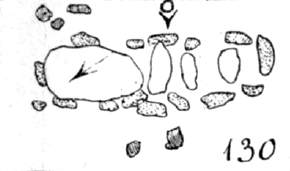
Grundriss des Grabes nach Krause und Schoetensack

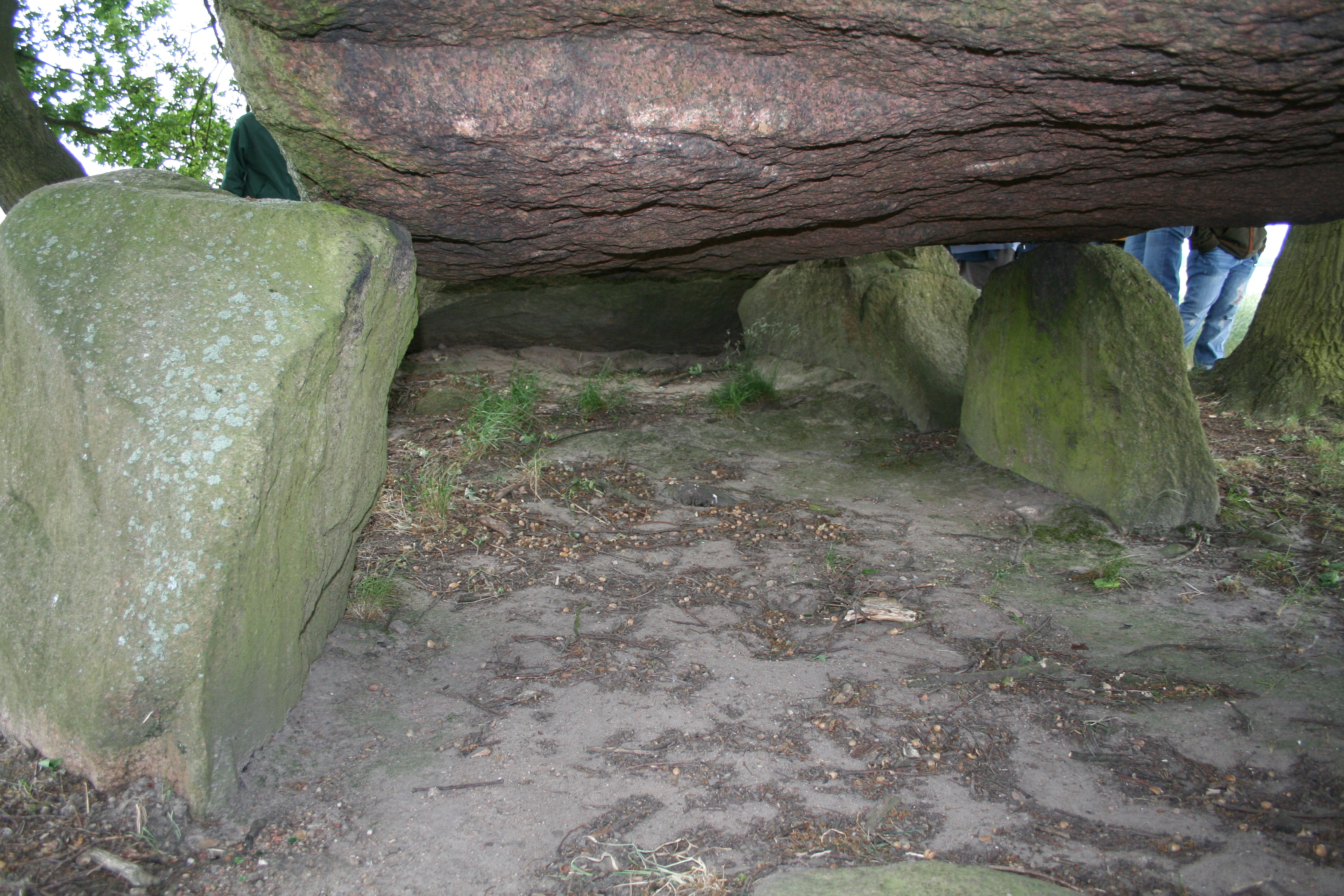
Blick von Norden unter den Deckstein ins Innere

Die Anlage gehört zum Typ der Großdolmen. Sie liegt auf einem flachen meridional orientierten Hügel und bestand ursprünglich aus 16 Trag- und vier Decksteinen, die eine nord-südlich orientierte Kammer bildeten, die bis auf zwei Tragsteine vollständig erhalten ist. Die Einfassungssteine des Hügels sind nicht mehr vorhanden. Zwei Tragsteine sind umgefallen, die drei südlichen Decksteine sind verstürzt. Der nördliche Deckstein, bei dem es sich um den größten erhaltenen Deckstein aller Großsteingräber in der Altmark handelt, befindet sich noch in situ. Er ist 4,5 m lang, 2,9 m breit, 0,8 m dick und wiegt etwa 22 Tonnen. An seiner Südwestecke weist er eine tiefe Rinne auf (von Laien als Blutrinne bezeichnet). In seine Oberfläche wurden über 80 Schälchen eingearbeitet.
Die Kammer hat einen trapezoiden Grundriss und misst in Nord-Süd-Richtung 9,2 m sowie in Ost-West-Richtung zwischen 1,8 und 2,2 m. Ihre Höhe beträgt rund einen Meter. Sie nimmt nach Norden hin zu. Die Kammer ist her über einen Gang erreichbar. Dieser besteht aus zwei kleinen Trag- und einem heute abgerutschten Deckstein. Der Gang ist 0,8 m breit und 0,4 m hoch.

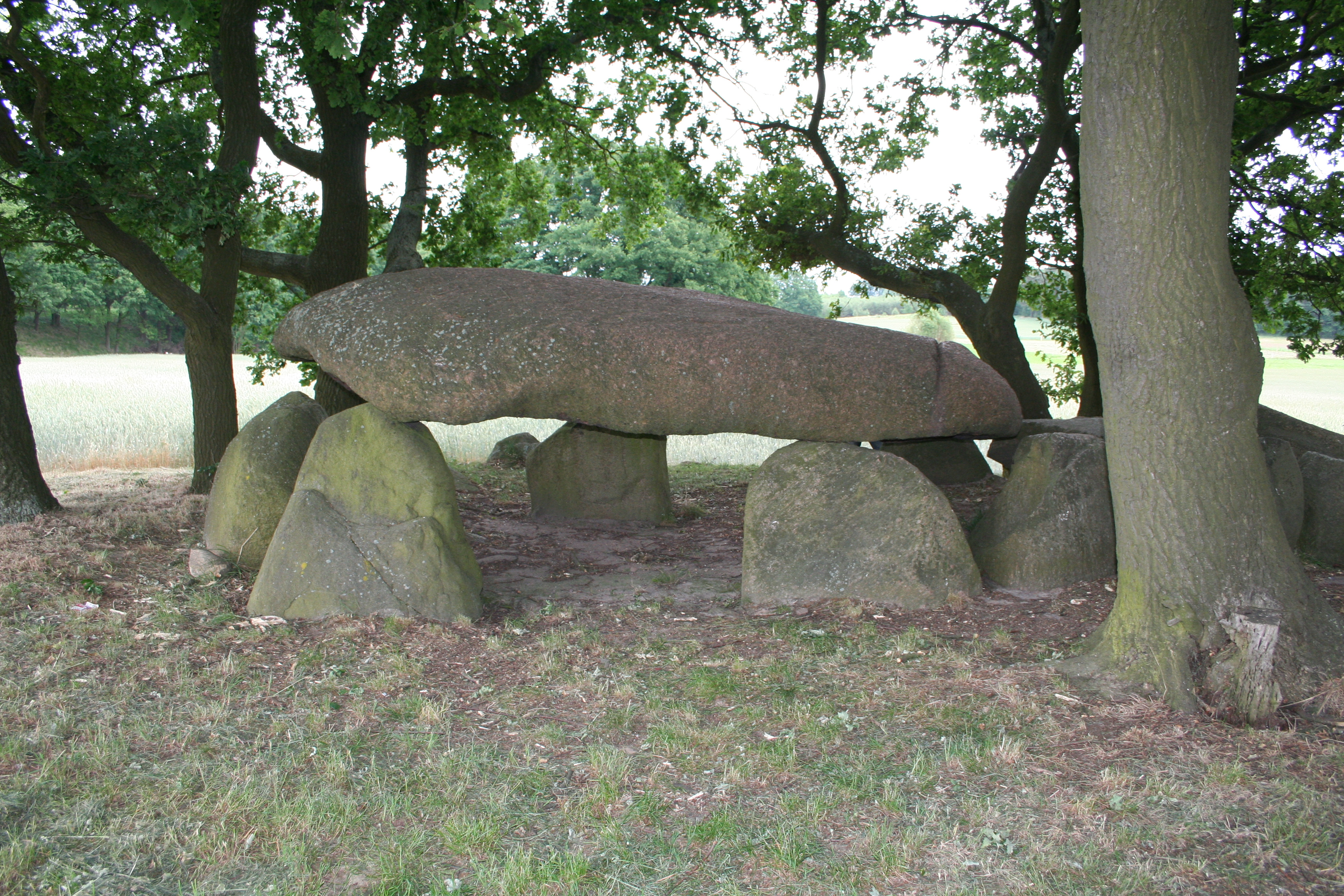
Der nördliche Teil der Grabkammer, Blick von Westen
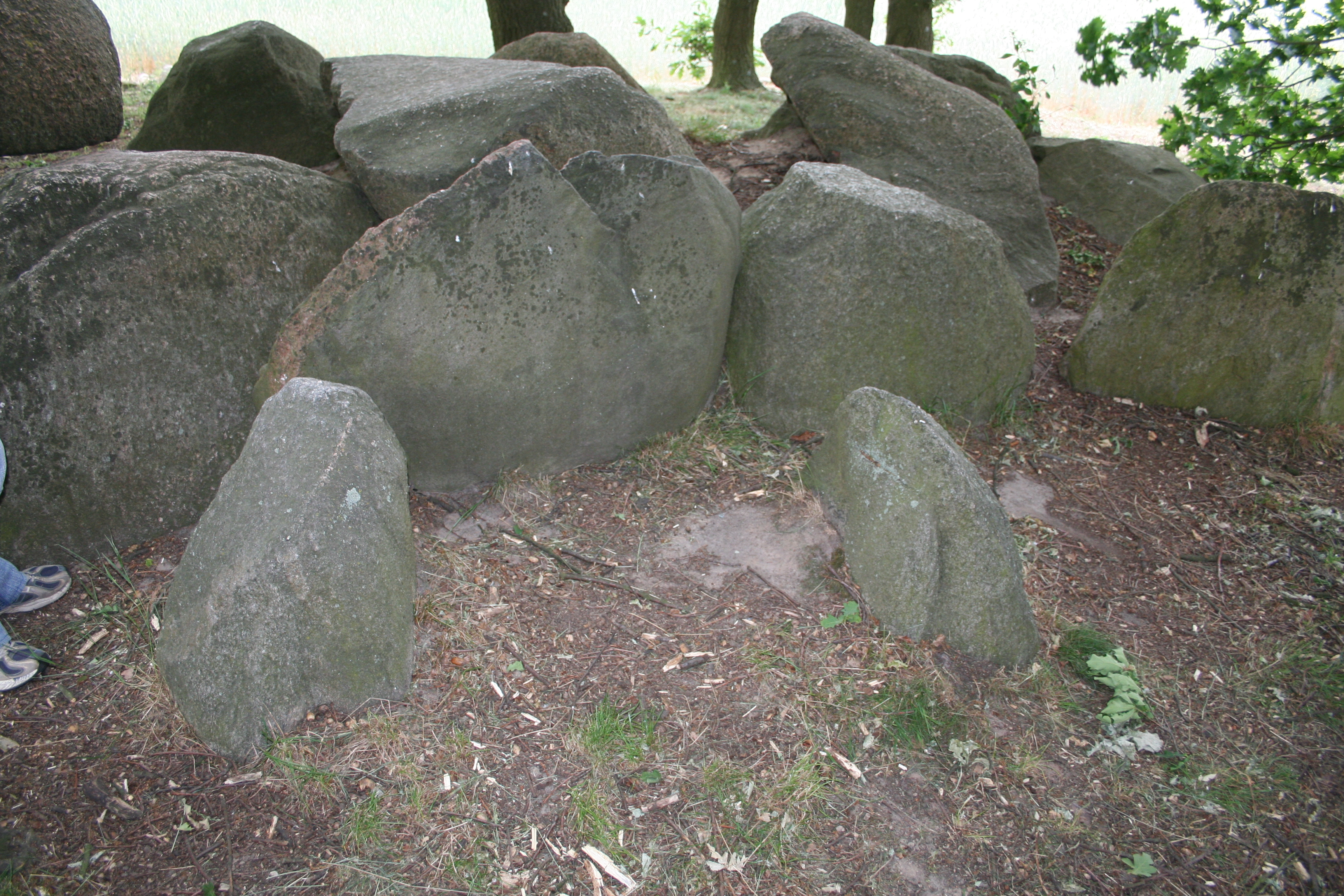
Der Zugang zur Grabkammer, Blick von Westen
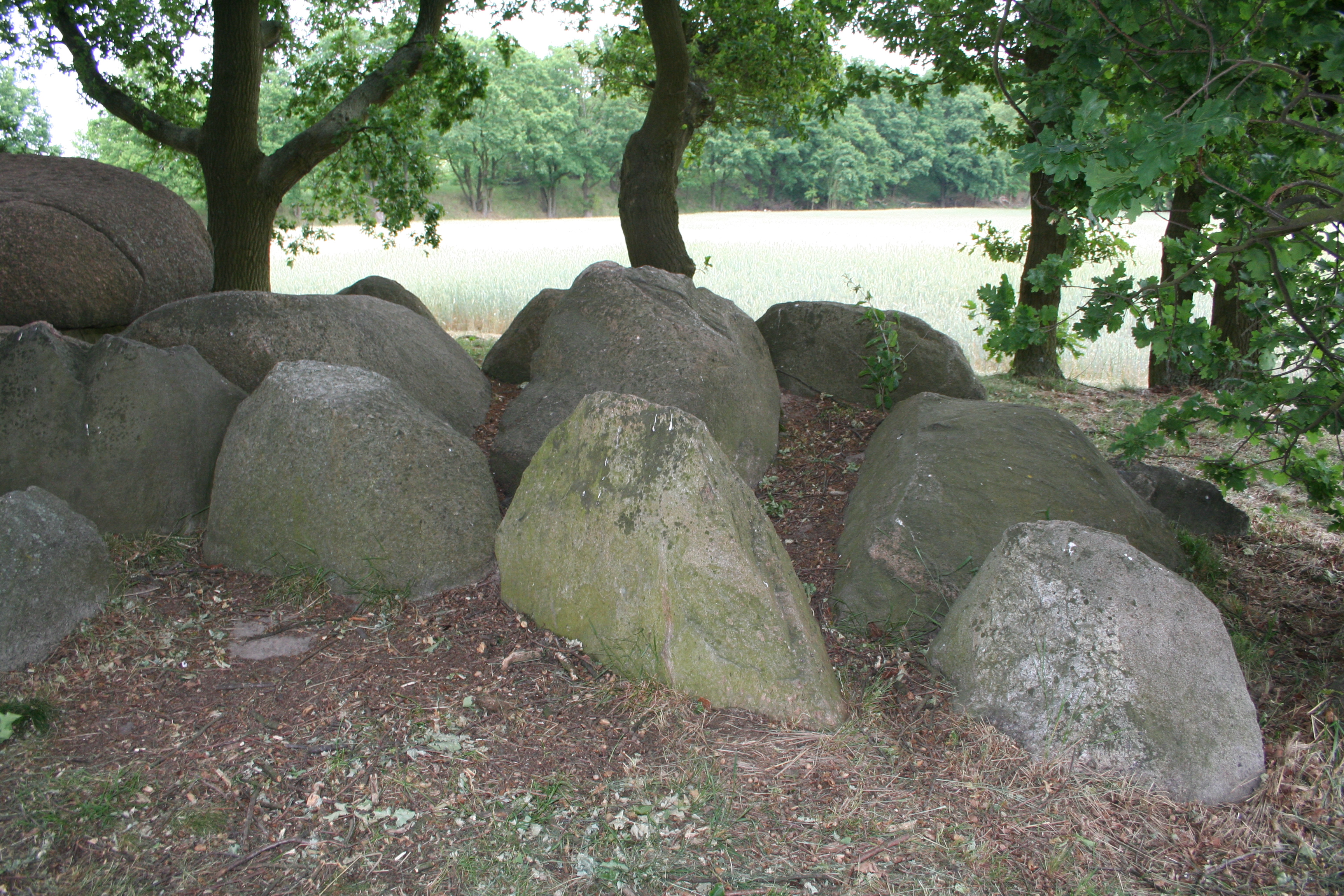
Der südliche Teil der Grabkammer, Blick von Westen

## Das Großsteingrab Stöckheim in regionalen Sagen

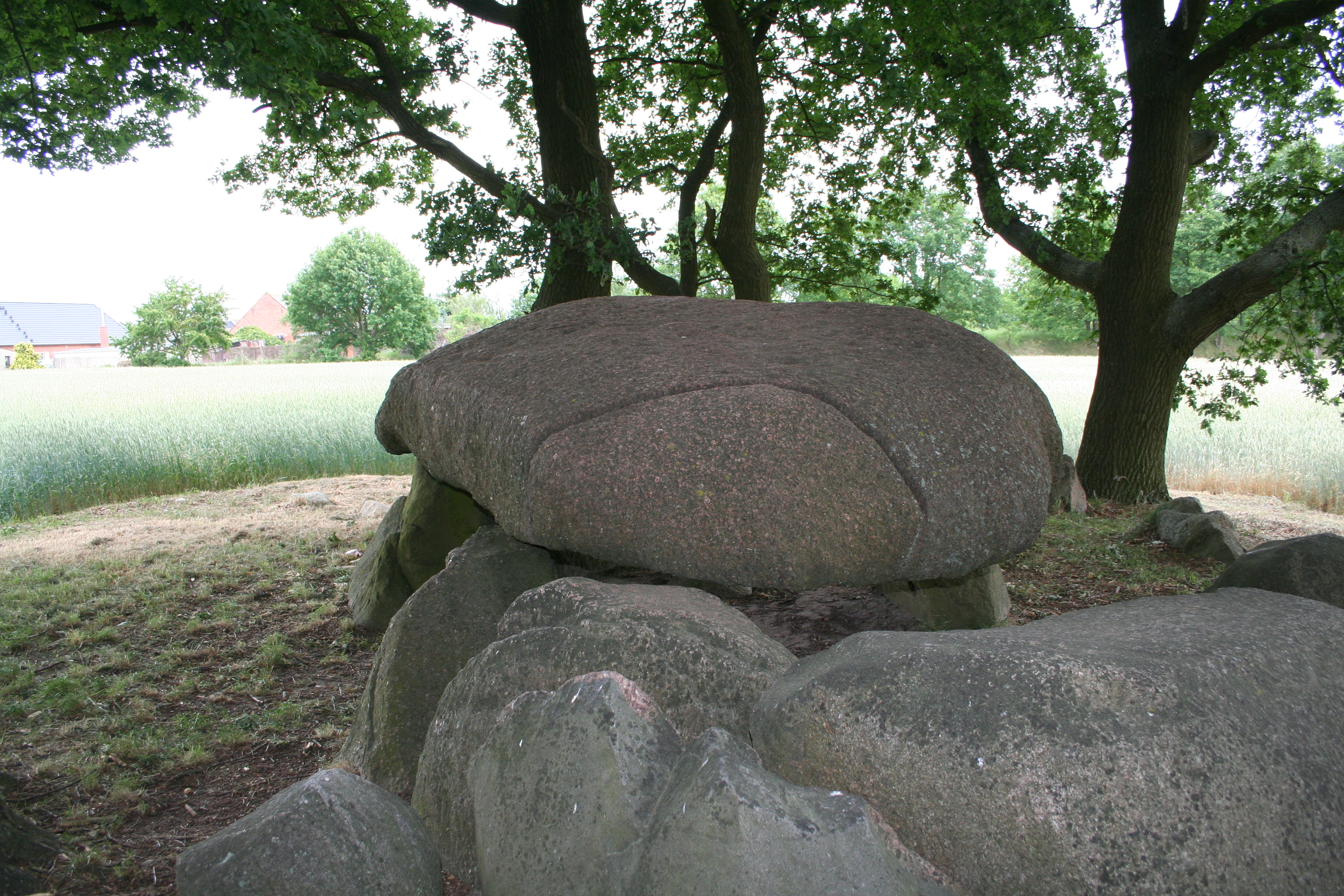
Die Rinne auf dem Nördlichen Deckstein, Blick von Südwesten

Um das Großsteingrab Stöckheim ranken sich einige volkstümliche Sagen. Eine sieht es als Grab des biblischen Riesen Goliat an. Dieser habe es im heiligen Land nicht mehr ausgehalten, da er dort aufgrund seiner Niederlage gegen den Hirtenjungen David verspottet wurde. Er beschloss, sich eine neue Ruhestätte zu suchen und fand den geeigneten Platz in Stöckheim. Dort stellte er zunächst einige Steine auf und kehrte dann noch einmal um, um seinen goldenen Sarg und seinen Grabstein zu holen. Den Sarg nahm er unter den Arm und den Grabstein band er sich mit einer goldenen Kette auf den Rücken. Diese scheuerte aber beim Laufen und bildete somit die markante Rinne auf dem nördlichen Deckstein. Auch für die Schälchen findet die Sage eine Erklärung: Diese entstünden, da Goliath in jeder Neujahrsnacht aus seinem Grab steige und drei Löcher in den Stein schabe, die so groß seien wie die Wunde, die Davids Steinschleuder ihm einst geschlagen habe.
Eine andere Sage berichtet von Unterirdischen, die sich häufig in der Grabkammer aufhalten und Kinder entführen. Die Sage erzählt von einem Verwalter des Rittergutes von Ahlum, der auf diese Dinge nichts gab und seine Tochter nicht zur Vorsicht ermahnte. Die gutaussehende und gesunde Tochter wurde daraufhin von den Unterirdischen gegen ein hässliches, geisteskrankes Mädchen vertauscht, welches bereits mit 18 Jahren starb. Die Unterirdischen sollen die Grabkammer aber auch häufiger verlassen, um bei der Ahlumer Mühle auf dem sogenannten Mühlenstein Kegeln zu gehen. Dieser Stein wurde aber bereits 1901 entfernt und als Baumaterial verwendet.